# آدریانا پرز
 آدریانا پرز (انگلیسی: Adriana Pérez؛ زاده ۲۰ نوامبر ۱۹۹۲) یک تنیس‌باز اهل ونزوئلا است.